# بونتوس
بونتوس بالإغريقية يعني البحر، وهو في الميثولوجيا الإغريقية إله بحري وابن غايا (الأرض). يعد بونتوس من البروغونيين وحسب هسيود ولدت غايا (الأرض) بونتوس دون مجامعة مع أحد ودون تخصيب من أحد.
في أساطير أخرى قيل أنه ابن غايا وأيثر.
ولد له ولغايا نيرويس وثاوماس وفوركيس وكيتو وأوريبيا (ذات القلب الفولاذي) والتلخينيون.
وإلى جانب ثالاسا أم الأسماك صار بونتوس يعرف بأب الأسماك.